# Dreiecks-Fettspinne
Die Dreiecks-Fettspinne oder Wärmeliebende Kugelspinne (Steatoda triangulosa) ist eine Spinne aus der Familie der Kugelspinnen (Theridiidae). Die Art wird auch als Braune Witwe bezeichnet, sollte aber nicht mit der gleichnamigen Braunen Witwe (L. geometricus), die zur Gattung der Echten Witwen (Latrodectus) innerhalb gleicher Familie zählt, verwechselt werden. Die ursprünglich lediglich paläarktisch verbreitete Dreiecks-Fettspinne wurde in Amerika sowie auf der Insel St. Helena und auf den Kanarischen Inseln eingeführt und scheint sich derzeit auch in Europa auszubreiten. In Gebieten, durch deren Klima das Überleben der Spinne in freier Natur nicht möglich ist, lebt sie synanthrop (menschliche Siedlungsbereiche bevorzugend) in und an Bauwerken. Anderweitig nimmt die thermophile (hohe Temperaturen bevorzugende) Art eine Vielzahl an Habitaten (Lebensräumen) an. Für den Beutefang legt die Dreiecks-Fettspinne ein für Haubennetzspinnen typisches und namengebendes Haubennetz an und erbeutet mit dessen Hilfe beliebige Gliederfüßer.

## Merkmale

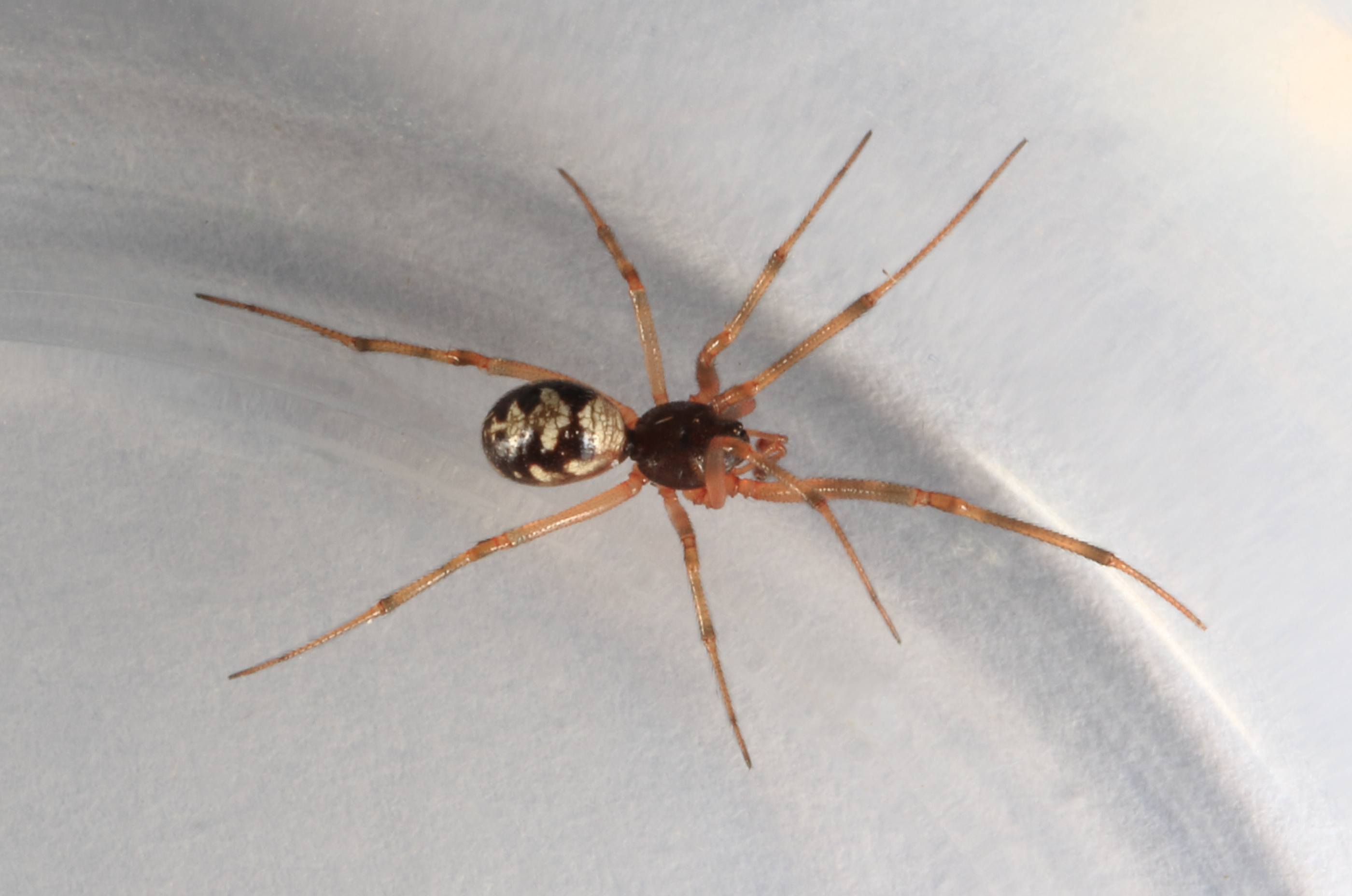
Männchen

Das Weibchen der Dreiecks-Fettspinne erreicht eine Körperlänge von 3,5 bis 8,6 und das Männchen eine von 3,5 bis 5 Millimetern. Der grundsätzliche Körperbau der Art entspricht dem anderer Fettspinnen (Steatoda).
Das Prosoma (Vorderkörper) tritt insgesamt faltig in Erscheinung und ist beim Weibchen 1,8 bis 2 und beim Männchen 1,6 bis 2 Millimeter lang. Es ist rot- bis schwarzbraun gefärbt und außerdem stark glänzend. Musterungen weist das Prosoma keine auf. Die ebenfalls glänzenden Cheliceren (Kieferklauen) sind braun gefärbt.
Die Beine haben beim Weibchen eine blassbraune und beim Männchen eine orangefarbene Färbung. Dabei sind die Femora (Schenkel) und die Tibien (Schienen) schwach dunkel geringelt. Die Beine können distal (von der Körpermitte entfernt liegend) auch verdunkelt sein.
Das Opisthosoma (Hinterleib) ist stark aufgewölbt. Seine Farbgebung reicht von rötlich bis fast schwarz. Am häufigsten ist es dunkelbraun gefärbt. Im Gegensatz zum Prosoma ist das Opisthosoma auffällig gemustert. Die Zeichnungen setzen sich aus lateralen (seitlichen) Bändern und einer medianen (mittleren) Längsreihe aus rautenförmigen Flecken zusammen. Durch alle Zeichenelemente ziehen sich feine, netzähnliche und dunkle Linierungen. Diese stehen sehr im Kontrast zur ansonsten eher unauffälligen Farbgebung der Spinne und verleihen dieser somit ein charakteristisches Aussehen. Da die Ausprägung der Zeichenelemente jedoch stark variiert, können Individuen der Dreiecks-Fettspinne sowohl sehr hell als auch sehr dunkel in Erscheinung treten.

Detailansichten eines Weibchens
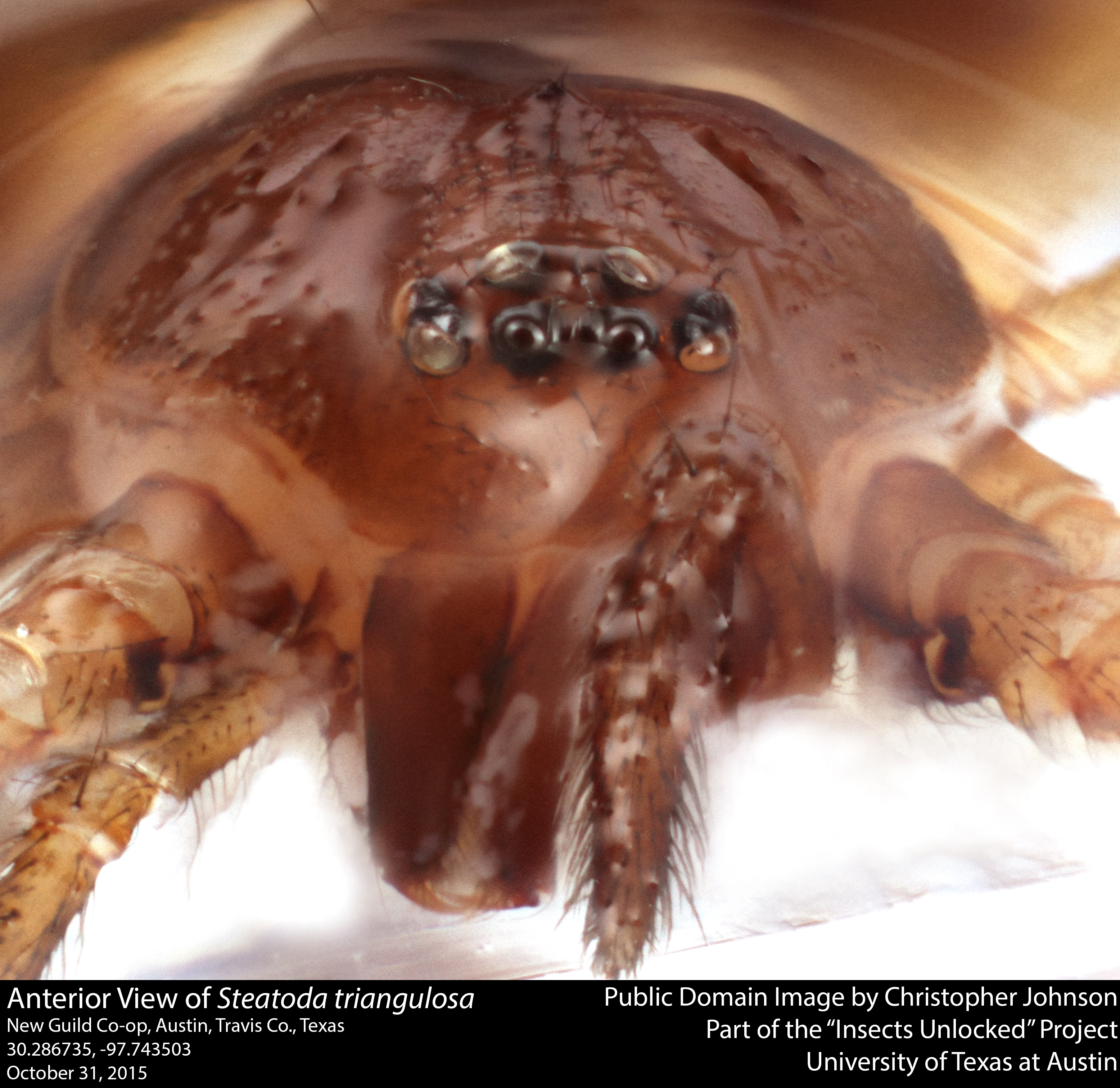
Frontale Detailansicht eines Weibchens mit gut erkennbaren Augen, Cheliceren und Pedipalpen.
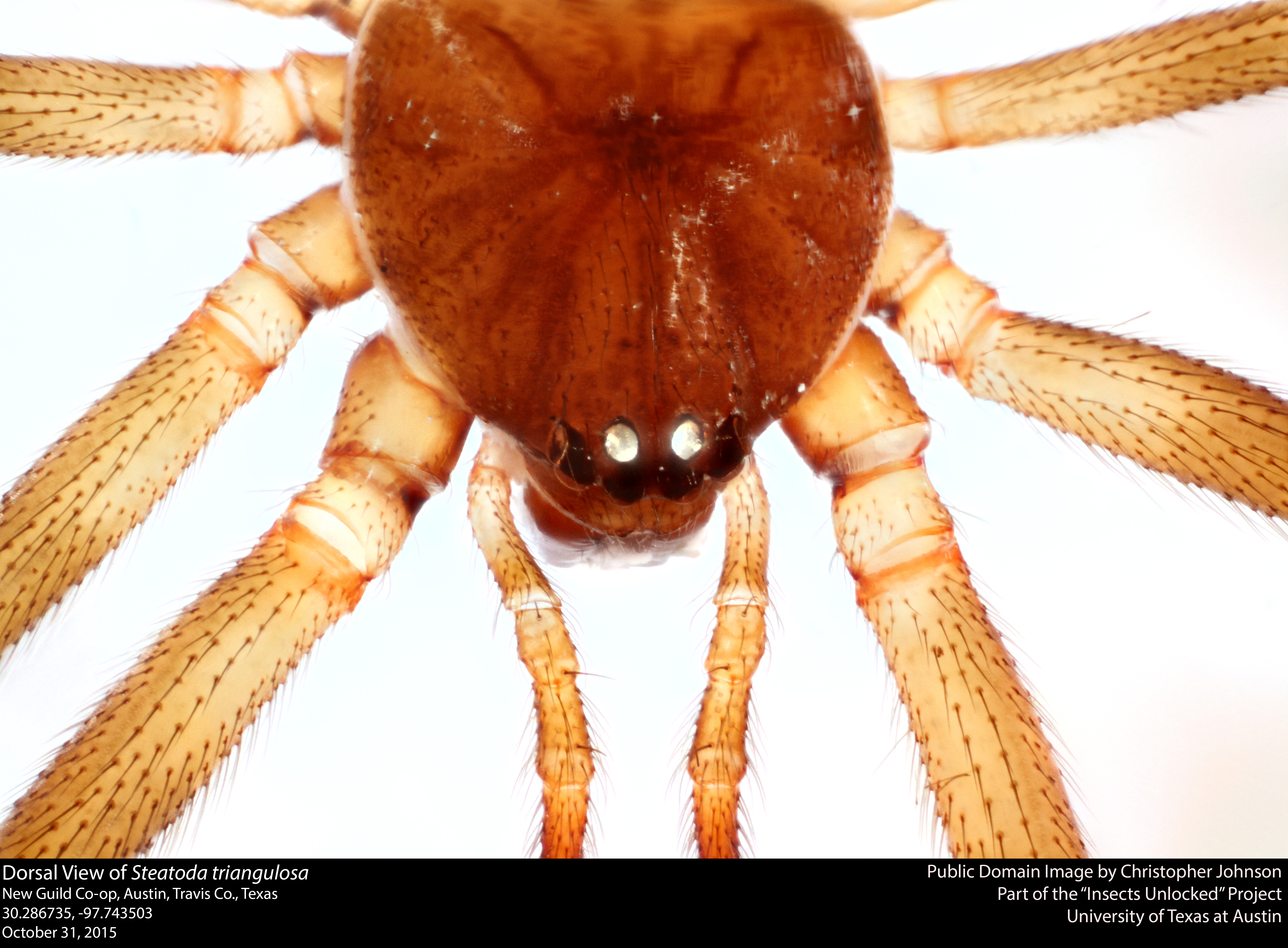
Dorsale Detailansicht des Carapax eines Weibchens
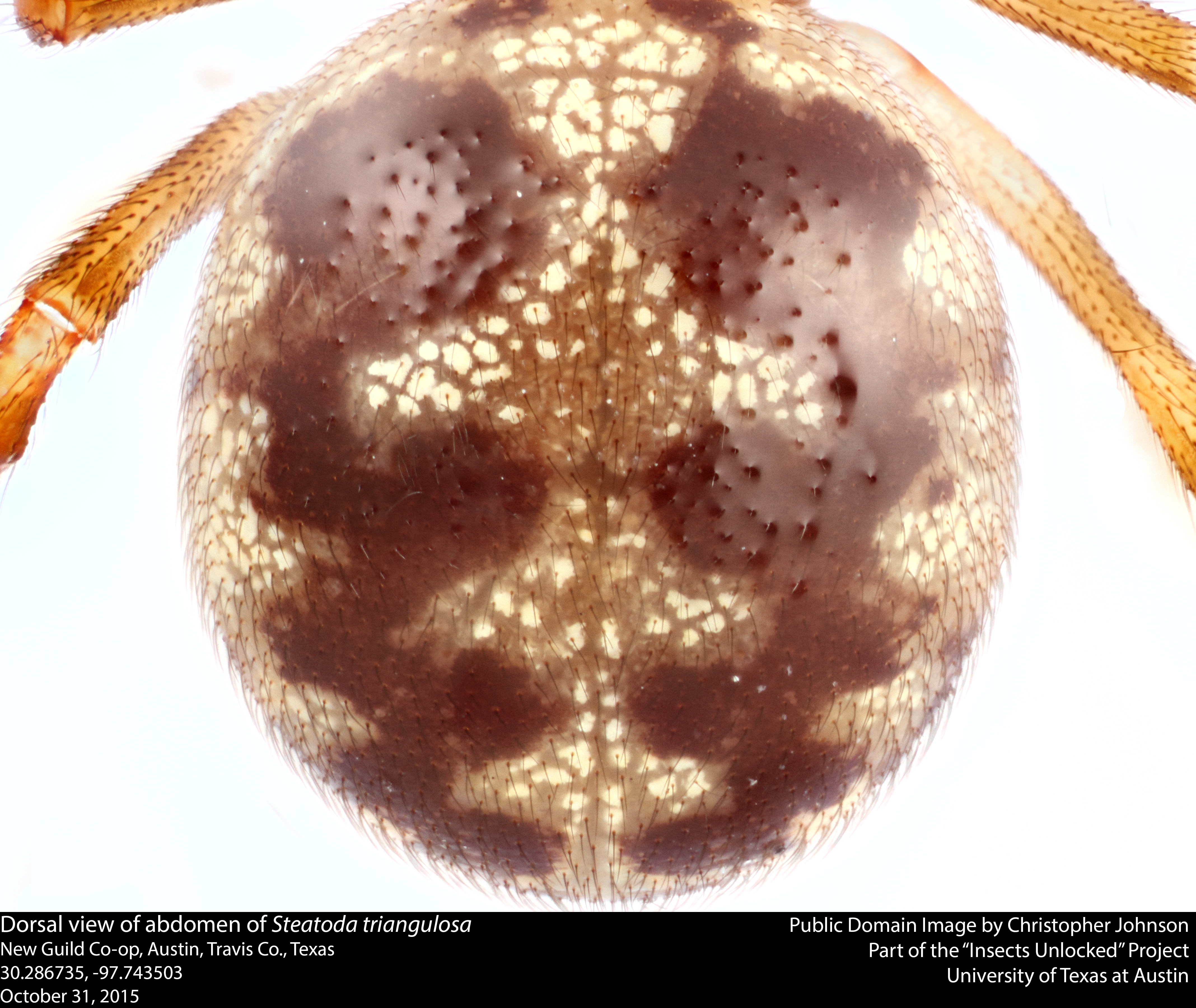
Dorsale Detailansicht des Opisthosomas eines Weibchens
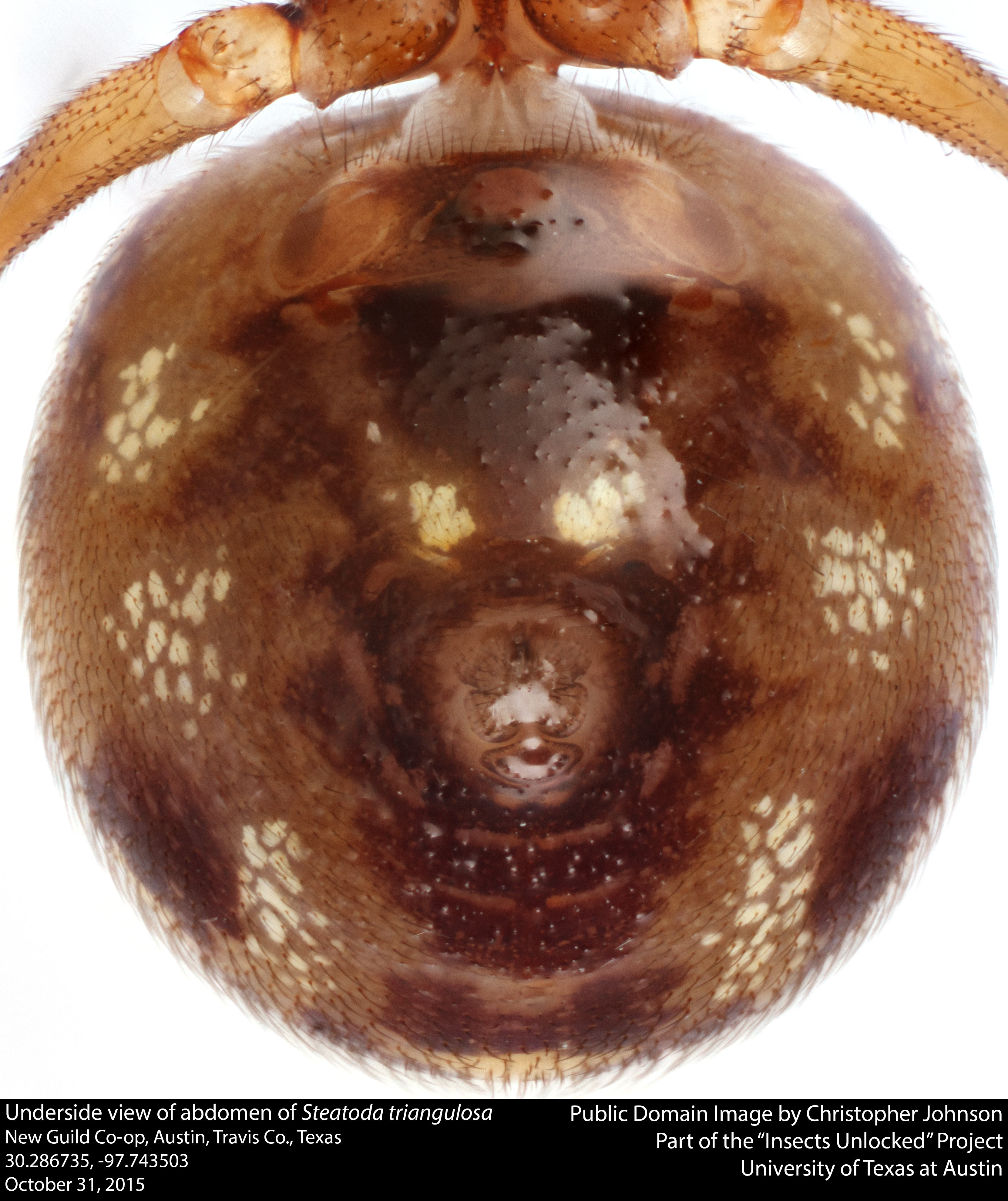
Ventrale Detailansicht des Opisthosomas eines Weibchens mit gut erkennbaren Spinnwarzen

### Genitalmorphologische Merkmale
Der Konduktor (Leiter) eines einzelnen Bulbus (männliches Geschlechtsorgan) ist verglichen mit dem anderer Fettspinnen (Steatoda) lang und verläuft außerdem gebogen. Überdies hat beim Männchen die Tibia von je einem Pedipalpus (umgewandelte Extremität im Kopfbereich) eine höher ausfallende Länge als das Cymbium (vorderstes Sklerit bzw. Hartteil des Bulbus). Die Epigyne (weibliches Geschlechtsorgan) wird innerhalb der Gattung durch ihr kleines und gerundetes Erscheinungsbild charakterisiert.

### Differenzierung von anderen Fettspinnen
Es bestehen Verwechslungsmöglichkeiten der Dreiecks-Fettspinne mit einigen anderen in Europa vorkommenden Arten der Fettspinnen (Steatoda), etwa der ähnlich großen Gewöhnlichen Fettspinne (S. bipunctata). Bei dieser ist das Opisthosoma allerdings weniger stark gewölbt, zumal dort die bei der Dreiecks-Fettspinne vorhandene Rautenzeichnung fehlt. Die mit einer Körperlänge von 10 Millimetern beim Weibchen größer werdende Große Fettspinne (S. grossa) lässt sich vor allem abgesehen von der hier anders ausfallenden Zeichnung auf dem Opisthosoma durch die längeren Beine von der Dreiecks-Fettspinne unterscheiden. Die Falsche Schwarze Witwe (S. paykulliana) erreicht als Weibchen mit 13 Millimetern eine deutlich höher ausfallende Körperlänge und unterscheidet sich ansonsten von der Dreiecks-Fettspinne durch die dunkelbraun bis schwarz ausfallende Farbgebung mitsamt den deutlich anderen Zeichenelementen auf dem Opisthosoma.
In Nordamerika kann es zusätzlich zu Verwechslungen der Dreiecks-Fettspinne mit der dort vorkommenden Art S. borealis kommen, die der Dreiecks-Fettspinne ebenfalls entfernt ähnelt. Das Opisthosoma dieser Art ist allerdings dunkler gefärbte und mit einem schmalen, hellen Medianband versehen.

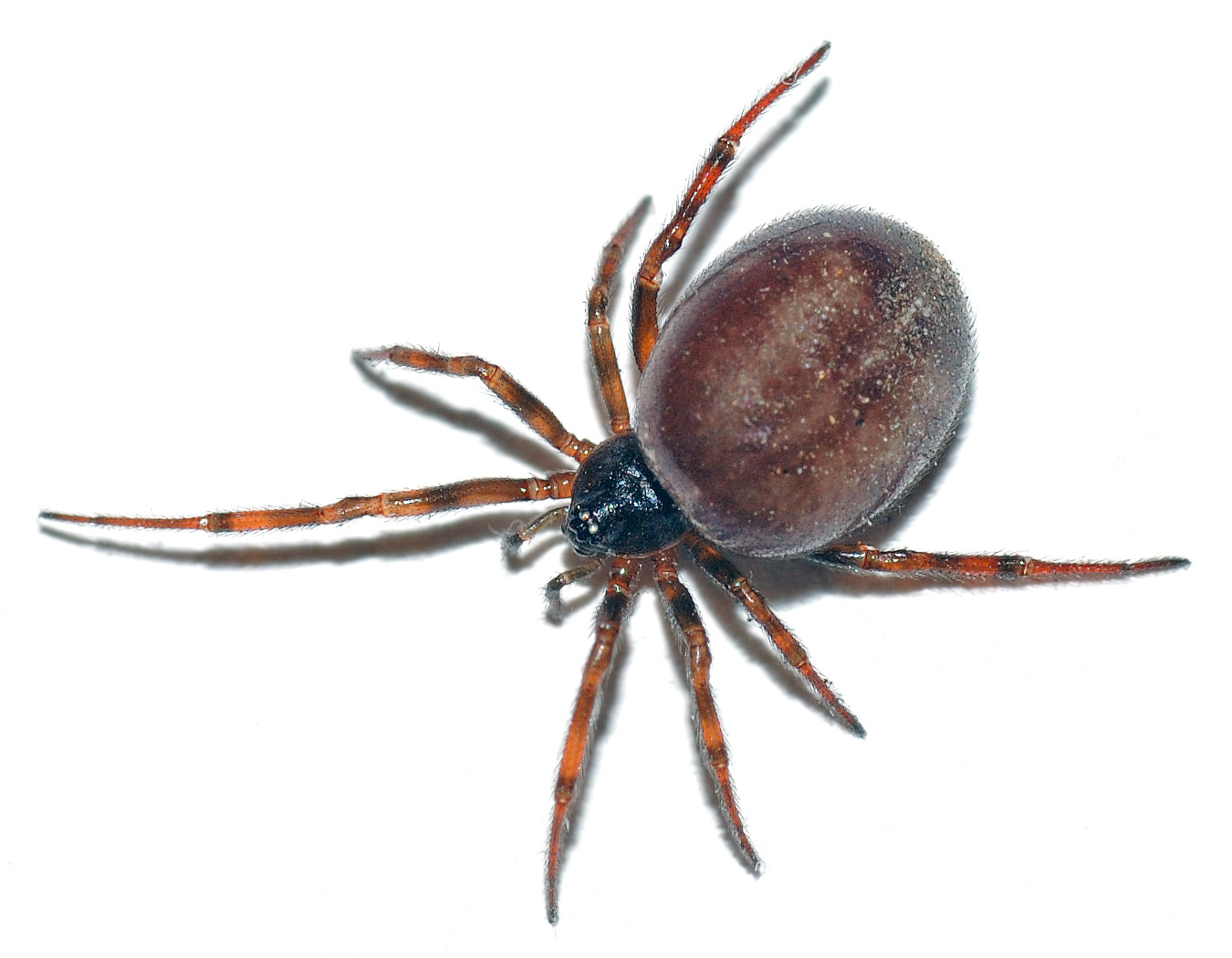
Weibchen der Gewöhnlichen Fettspinne (Steatoda bipunctata)
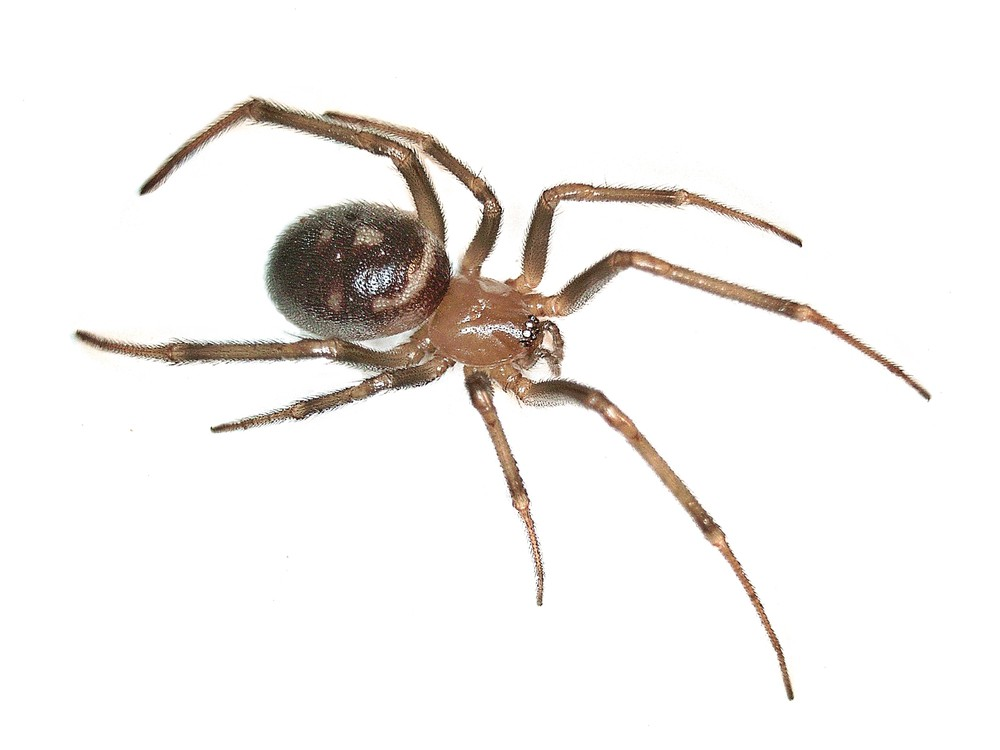
Weibchen der Großen Fettspinne (Steatoda grossa)
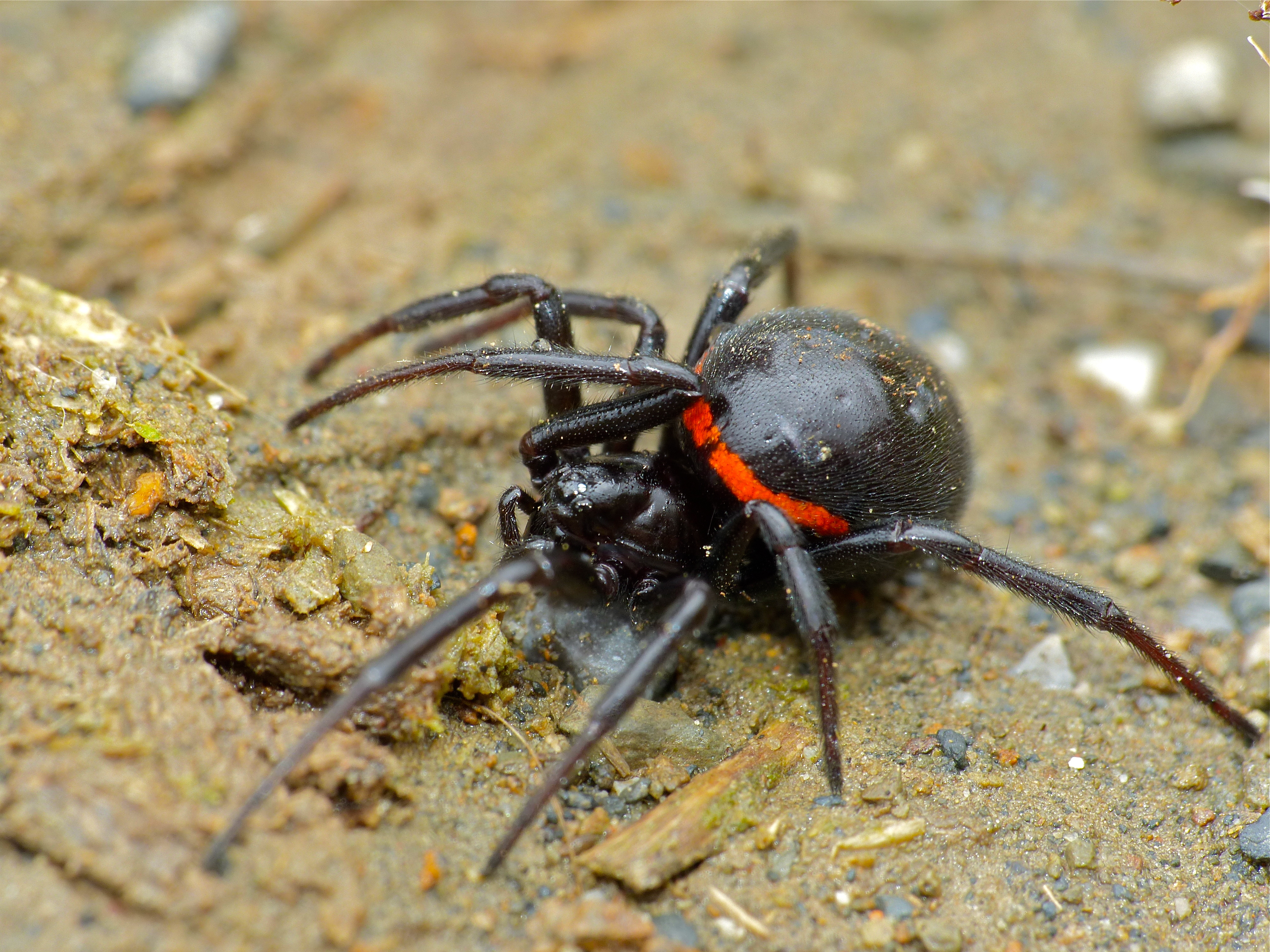
Weibchen der Falschen Schwarzen Witwe (Steatoda paykulliana)
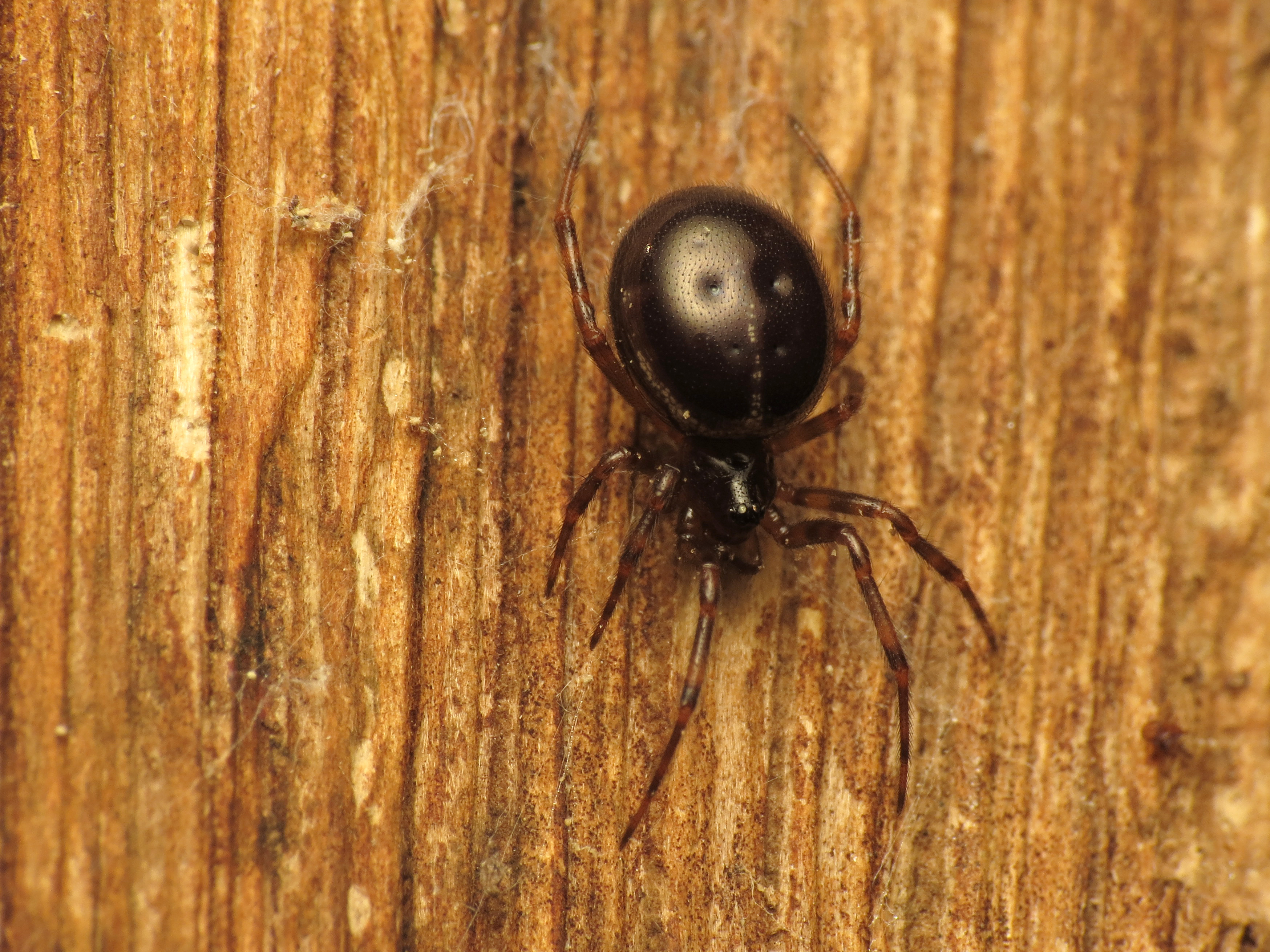
Weibchen von Steatoda borealis

## Vorkommen

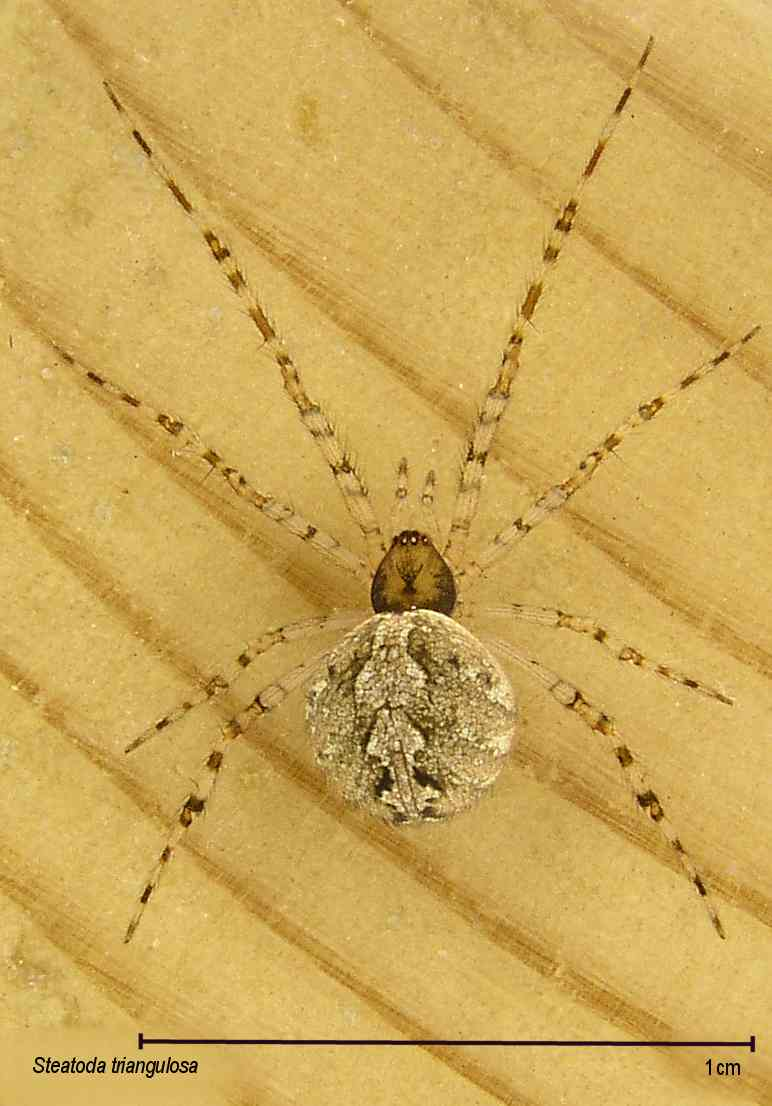
2005 in einer Garage in der niederländischen Stadt Kampen gefundenes Weibchen im Größenvergleich.

Die Dreiecks-Fettspinne besitzt ein großes Verbreitungsgebiet, das unter anderem von Europa über die Türkei, Kaukasien, Russland (Europa bis zum Fernen Osten), Kasachstan und den Iran bis nach Zentralasien reicht. Außerdem wurde die Art in Kanada und den Vereinigten Staaten sowie auf den Kanarischen Inseln eingeführt. Daneben sind Vorkommen der Art von der Insel St. Helena und aus Südamerika bekannt.
In Europa selber ist die Dreiecks-Fettspinne ebenfalls flächendeckend vorkommend und wurde auf Kontinentaleuropa bislang lediglich in Finnland, Schweden, Norwegen, Estland, dem westeuropäischen Teil Russlands, Litauen, der Oblast Kaliningrad, Belarus und der Republik Moldau sowie anderweitig auf den Inselgruppen Franz-Josef-Land und Spitzbergen der russischen Doppelinsel Nowaja Semlja, Island und der Insel Irland nicht nachgewiesen. In Kaukasien fehlen Nachweise der Spinne aus Armenien. In Europa zeigt die Dreiecks-Fettspinne Tendenzen für eine Ausbreitung. Als invasive Art gilt sie dennoch nicht, da die Spinne in Europa ohnehin heimisch ist.
Die Populationen der Dreiecks-Fettspinne auf Großbritannien gehen vermutlich ebenfalls auf Einschleppungen zurück. Hier ist die Art vor allem in vom Menschen stark bevölkerten Gebieten Südenglands anzutreffen.

### Lebensräume

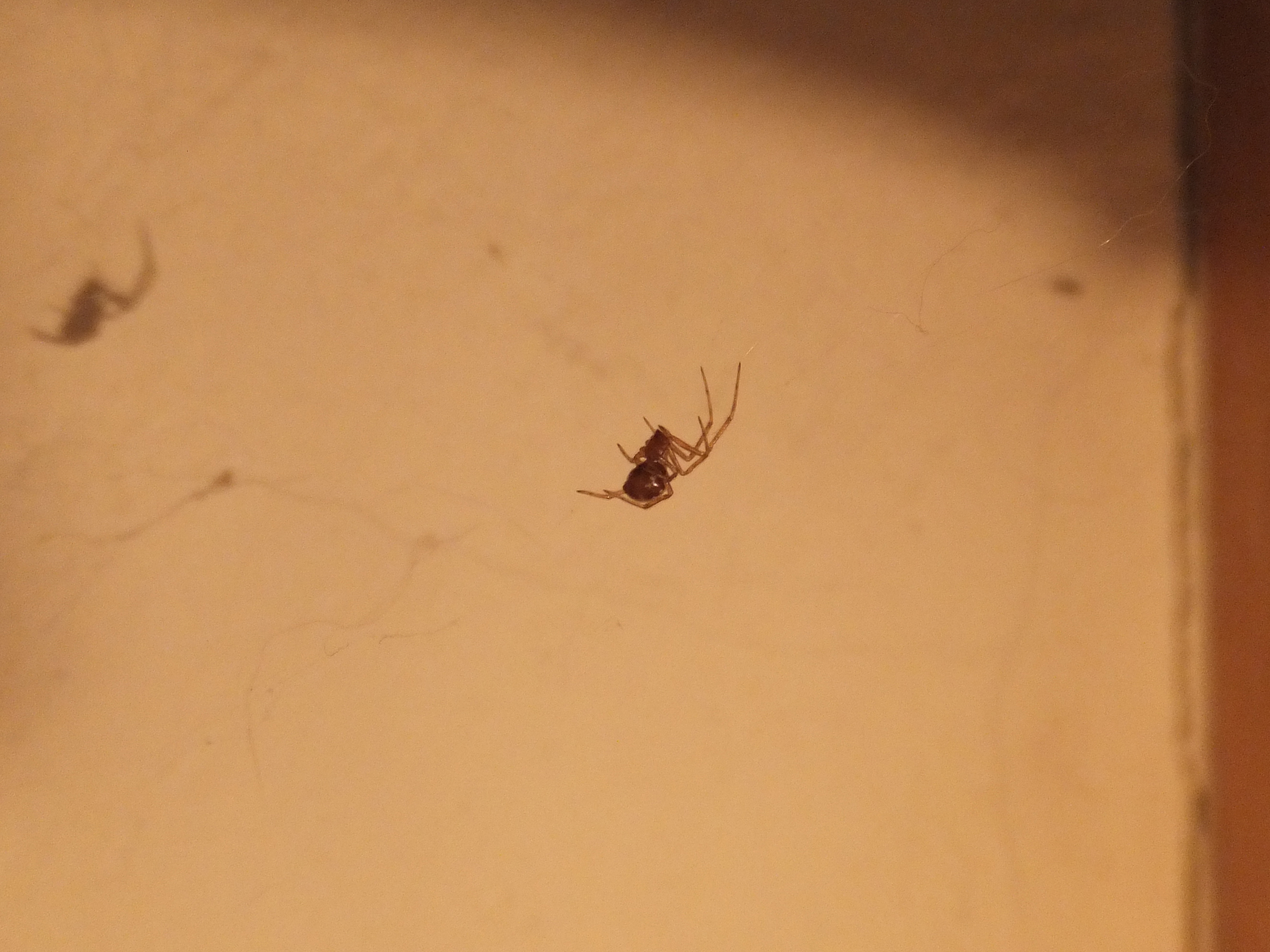
Weibchen in einem Gebäude, gefunden in der Gemeinde Segonzano im Norden Italiens.

Die Dreiecks-Fettspinne ist thermophil (hohe Temperaturen bevorzugend) und nimmt vor allem Höhlen, Dünen, Wälder, Garigue, Brachen, Sümpfe, felsige Meeresküsten und allgemein salzige Küstengebiete als Habitate (Lebensräume) an. In Südeuropa kann die Art auch an trockenen, sonnigen Plätzen unter Steinen angetroffen werden.
In Mitteleuropa, wo ihr ein Überleben in freier Natur durch die dortigen klimatischen Bedingungen erschwert wird, kommt die Dreiecks-Fettspinne vor allem in Gebäuden vor. Seit der Ausbreitung der Art in Europa mitsamt Mitteleuropa sind einzelne Individuen der Spinne am Sommer jedoch auch in Mitteleuropa vereinzelt an Hauswänden anzutreffen. In Nordamerika zeigt die Dreiecks-Fettspinne ähnliche Präferenzen wie in Mitteleuropa und lebt dort demzufolge synanthrop (menschliche Siedlungsbereiche bevorzugend) in und an Gebäuden.

### Häufigkeit und Gefährdung

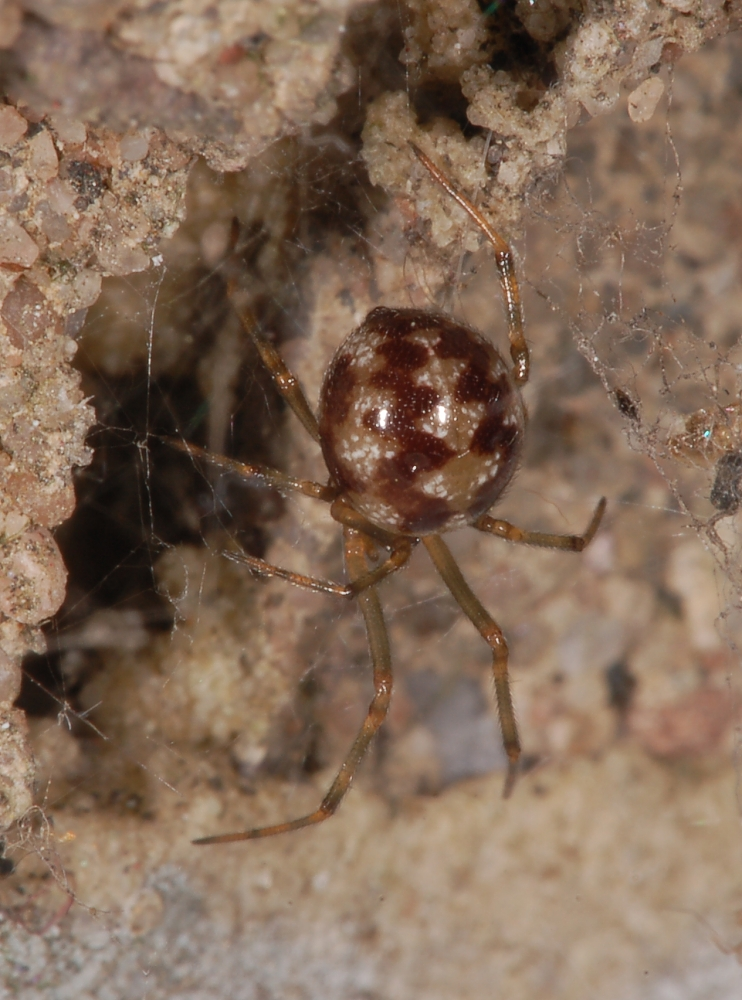
Weibchen, gefunden 2007 im Stadtteil Nied von Frankfurt am Main.

Die Häufigkeit der Dreiecks-Fettspinne variiert aufgrund der Bevorzugung der von ihr angenommenen Lebensräume je nach geographischer Lage. In Südeuropa ist die Art deshalb häufiger vorfindbar, während sie in Mitteleuropa bislang eher selten anzutreffen ist. In Deutschland kommt die Spinne jedoch in wärmeren Gebieten, darunter dem Gebiet am Main sowie dem des Oberrheins, häufiger vor. Nach Norden hin wird die Dreiecks-Fettspinne deutlich seltener. Dennoch breitet sich die Art vermutlich infolge der Klimaerwärmung in Deutschland verstärkt aus und wird im Land zunehmend häufiger. Als etabliert gilt die Spinne in Deutschland seit frühestens 1937. In Nordamerika ist die Dreiecks-Fettspinne ebenfalls mittlerweile häufig in menschlichen Siedlungsbereichen vorkommend, während sie in Südamerika selten anzutreffen ist.
Auch werden die Bestandsgefährdungen der Dreiecks-Fettspinne je nach Land und Region unterschiedlich gewertet. In der Roten Liste gefährdeter Tiere, Pflanzen und Pilze Deutschlands bzw. der Roten Liste und Gesamtartenliste der Spinnen Deutschlands (2016) werden die Bestände der Art nicht bewertet. In der vorherigen Version der Roten Liste galt die Art noch als ungefährdet. Die Gründe für die Änderung der Kategorie in der darauf folgenden Roten Liste sind jedoch nicht ermittelbar.
In der Roten Liste Großbritanniens (2017) wird die Dreiecks-Fettspinne wie in Deutschland nach IUCN-Maßstab in der Kategorie NA („Not Applicable“ bzw. nicht bewertbar) gewertet. Gleiches ist bei der Roten Liste der Spinnentiere (Arachnida) Norwegens (2015) der Fall, während die Art in der Roten Liste der Spinnen Tschechiens (2015) in der Kategorie in der Kategorie ES („Ecologically Sustainable“ bzw. ökologisch anpassbar) erfasst wird.

## Lebensweise
Die Dreiecks-Fettspinne ist wie alle Kugelspinnen (Theridiidae) nachtaktiv und legt ein für die Familie übliches Haubennetz an. Dieses dient der wie allen Spinnen räuberisch lebenden Art zum Erwerb von Beutetieren.

### Jagdverhalten und Beutespektrum

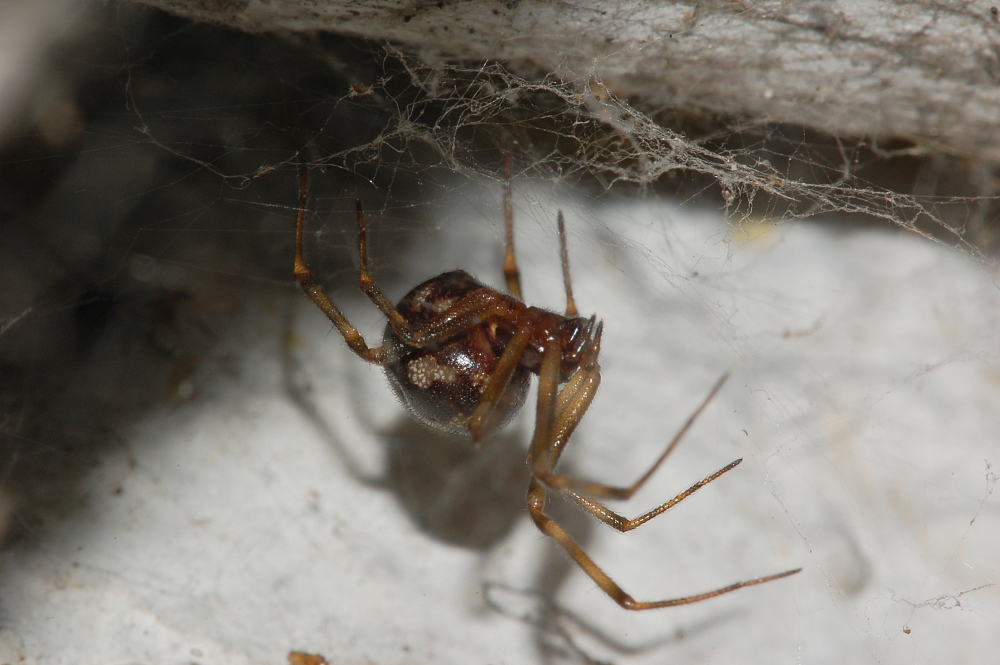
Weibchen in seinem Fangnetz

Die Dreiecks-Fettspinne ist, wie alle Spinnen, die ein Spinnennetz zum Beutefang anlegen, ein Lauerjäger. Das Netz der Art wird von den Individuen dieser Art in und an Gebäuden besonders gerne in Ecken von Räumen, unter Deckenbereichen und in Nischen von Fenstern angelegt, während im Freiland vor allem die Unterseiten von Steinen beliebte Netzbaustandorte der Spinne bilden. Vom Grundtyp her entspricht es dem für Kugelspinnen (Theridiidae) typischen unregelmäßig angelegten Haubennetz, das auch zum alternativen Namen Haubennetzspinnen für diese Familie geführt hat. Dabei ähnelt das Konstrukt sehr dem Fangnetz der zur gleichen Gattung zählenden Gewöhnlichen Fettspinne (S. bipunctata), ist jedoch besonders auf den Fang von bodenbewohnenden Insekten ausgelegt.
| Käfer | Winkelspinne |
|       |              |

Auch die Jagdweise entspricht der anderer Vertreter dieser Familie. Die Dreiecks-Fettspinne wartet also in ihrem Netz auf beliebige Beutetiere. Gerät ein solches in das Netz, begibt sich die Spinne zu dem Beutetier und hüllt es aus sicherer Entfernung mit Spinnseide ein. Dabei kommen auch bei der Dreiecks-Fettspinne die für Haubennetzspinnen üblichen kammartigen Gebilde gezackter Borsten an dem vierten Beinpaar zum Einsatz, die der Bildung klebriger Seide zum Einspinnen von Beuteobjekten dienen. Ist das Beutetier immobilisiert genug, begibt sich die Spinne unmittelbar zu diesem und versetzt ihm einen Giftbiss, der es an einer Flucht und Gegenwehr hindert.
Die Dreiecks-Fettspinne ist grundsätzlich ein opportunistischer Jäger ohne ein spezialisiertes Nahrungsspektrum. Entsprechend dem für den Fang von bodenbewohnenden Gliederfüßern ausgelegten Fangnetz werden insbesondere solche vermehrt von der Art gefangen. Häufige Beutetiere sind Mücken, jüngere Asseln und Pinselfüßer genauso wie andere Spinnen. Auch vergleichsweise große und kräftige Vertreter letzterer Gruppe, etwa Winkelspinnen oder Falltürspinnen, werden von der Dreiecks-Fettspinne erbeutet. Besonders häufig werden jedoch Ameisen erbeutet.

### Lebenszyklus und Phänologie
Der Lebenszyklus der Dreiecks-Fettspinne ist noch nicht gänzlich erforscht. Die Phänologie (Aktivitätszeit) ausgewachsener Individuen beläuft bei Weibchen auf den Zeitraum zwischen April und Dezember und bei Männchen etwas verkürzt auf den zwischen Mai und Dezember.
Die Paarung scheint bei der Dreiecks-Fettspinne vom Frühjahr bis zum späten Herbst stattzufinden. Im gleichen Zeitraum sind auch Weibchen der Art mit Eikokons vorfindbar. Dabei kann ein Weibchen mehrere Kokons produzieren, die dann von diesem häufig dicht beisammen in Nischen und Ecken in Gebäuden deponiert werden. Ein einzelner Kokon ist von der Form her nach hinten tränenförmig zugespitzt und in etwa so groß wie sein Erbauer. Er enthält etwa 30 Eier, die durch das lockere Gespinst des Kokons hindurchscheinen.

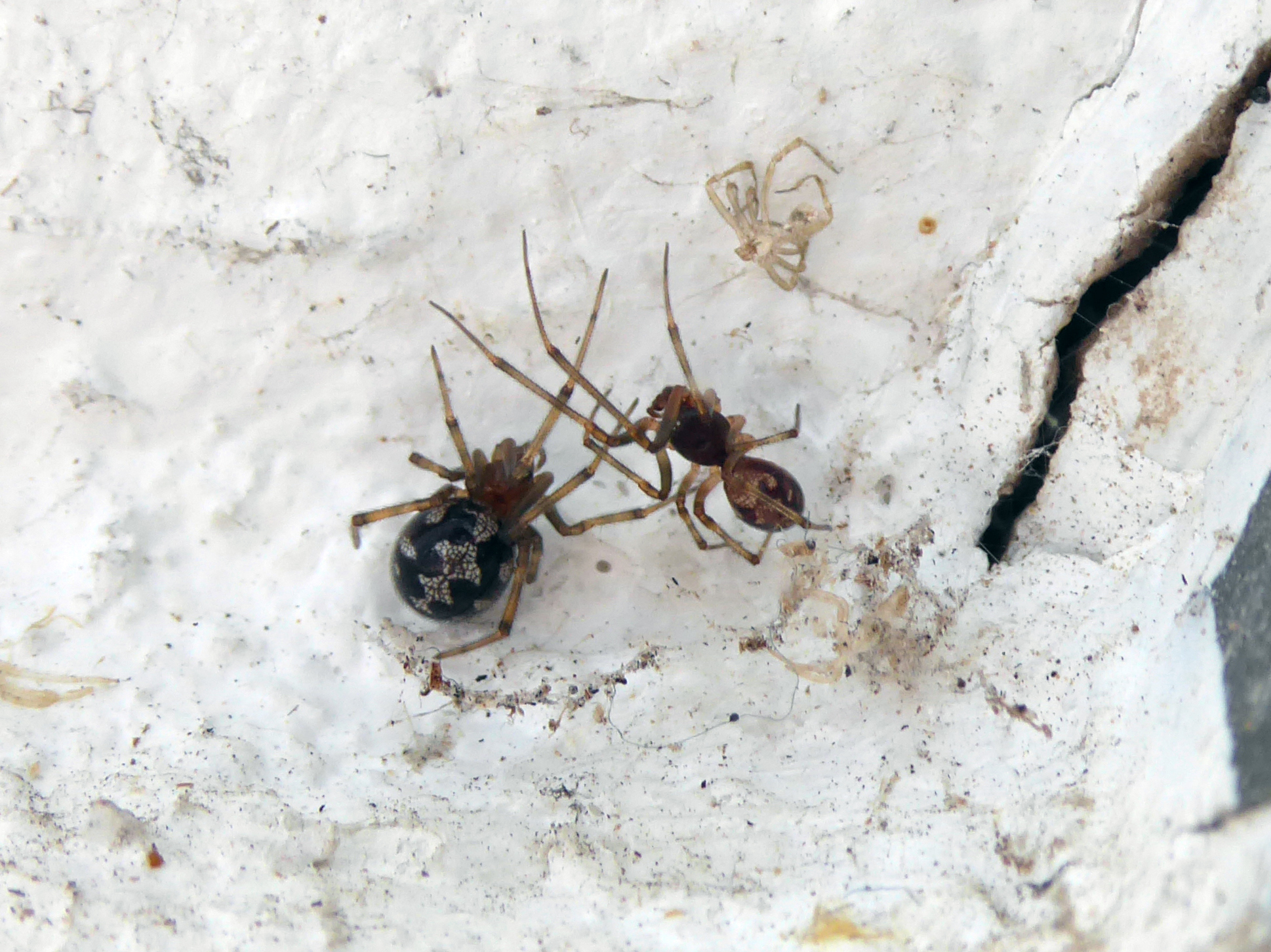
Männchen und Weibchen gemeinsam im Netz des Weibchens
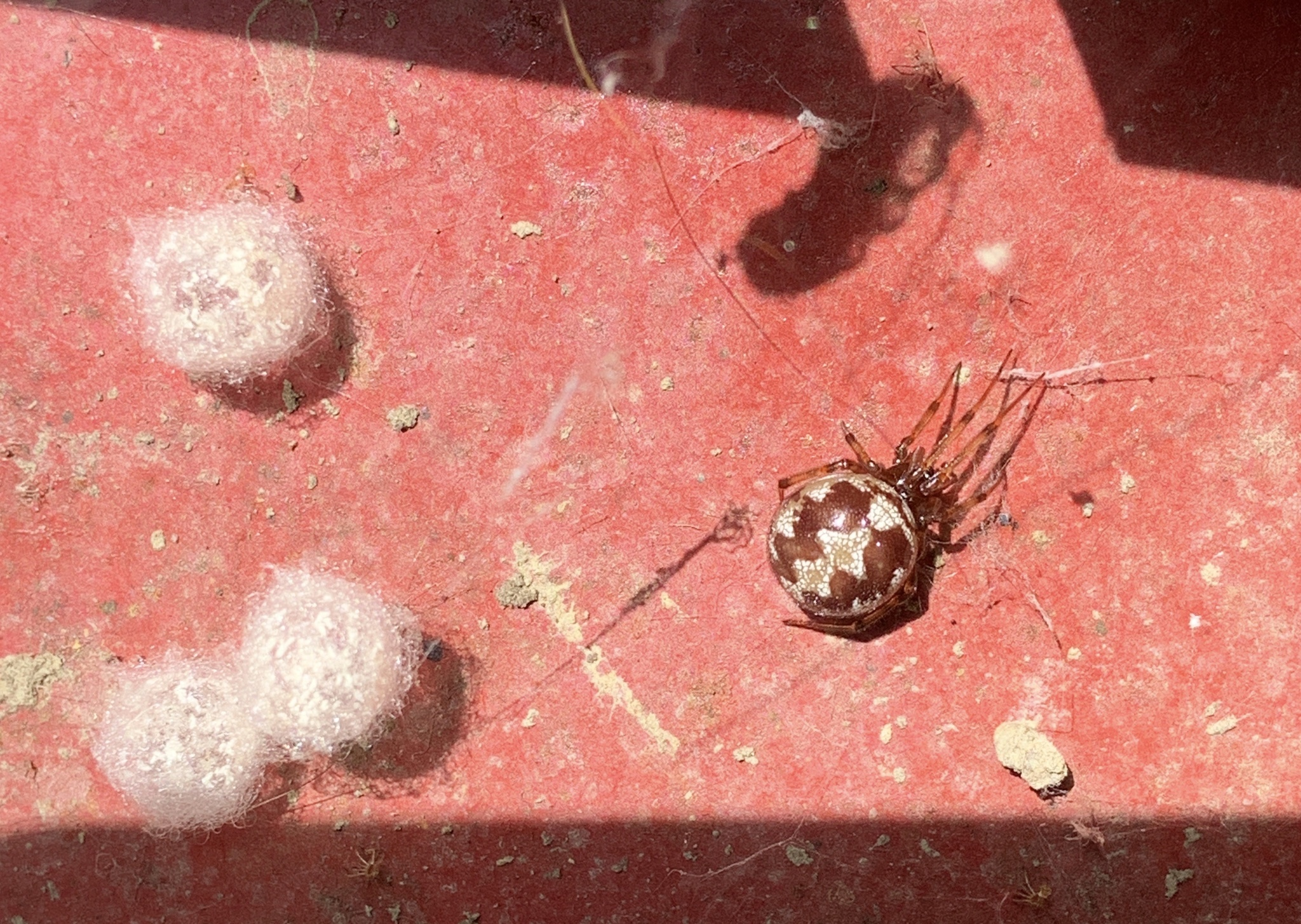
Weibchen mit Eikokons
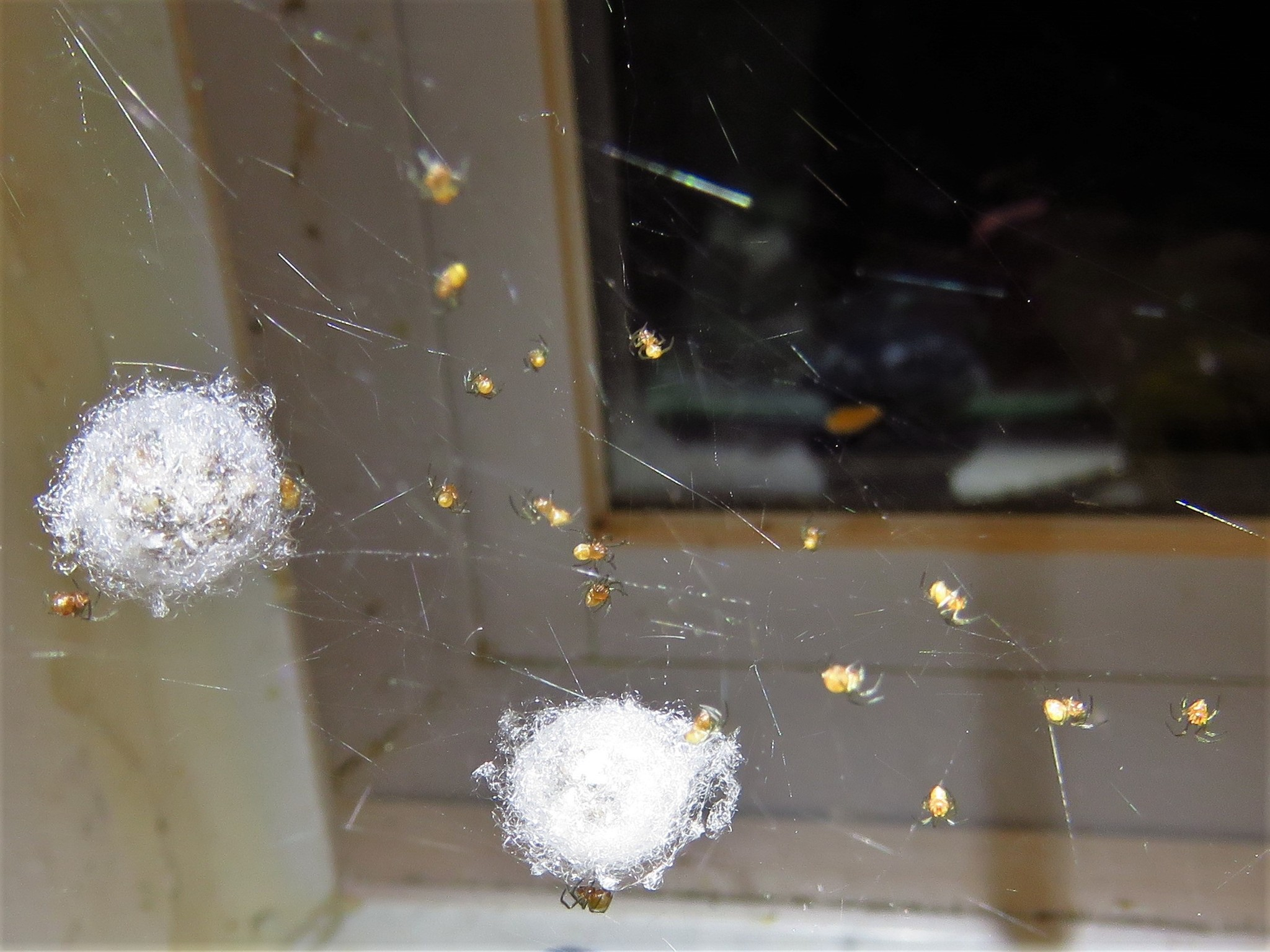
Mehrere Jungtiere und Eikokons im Netz des Muttertiers
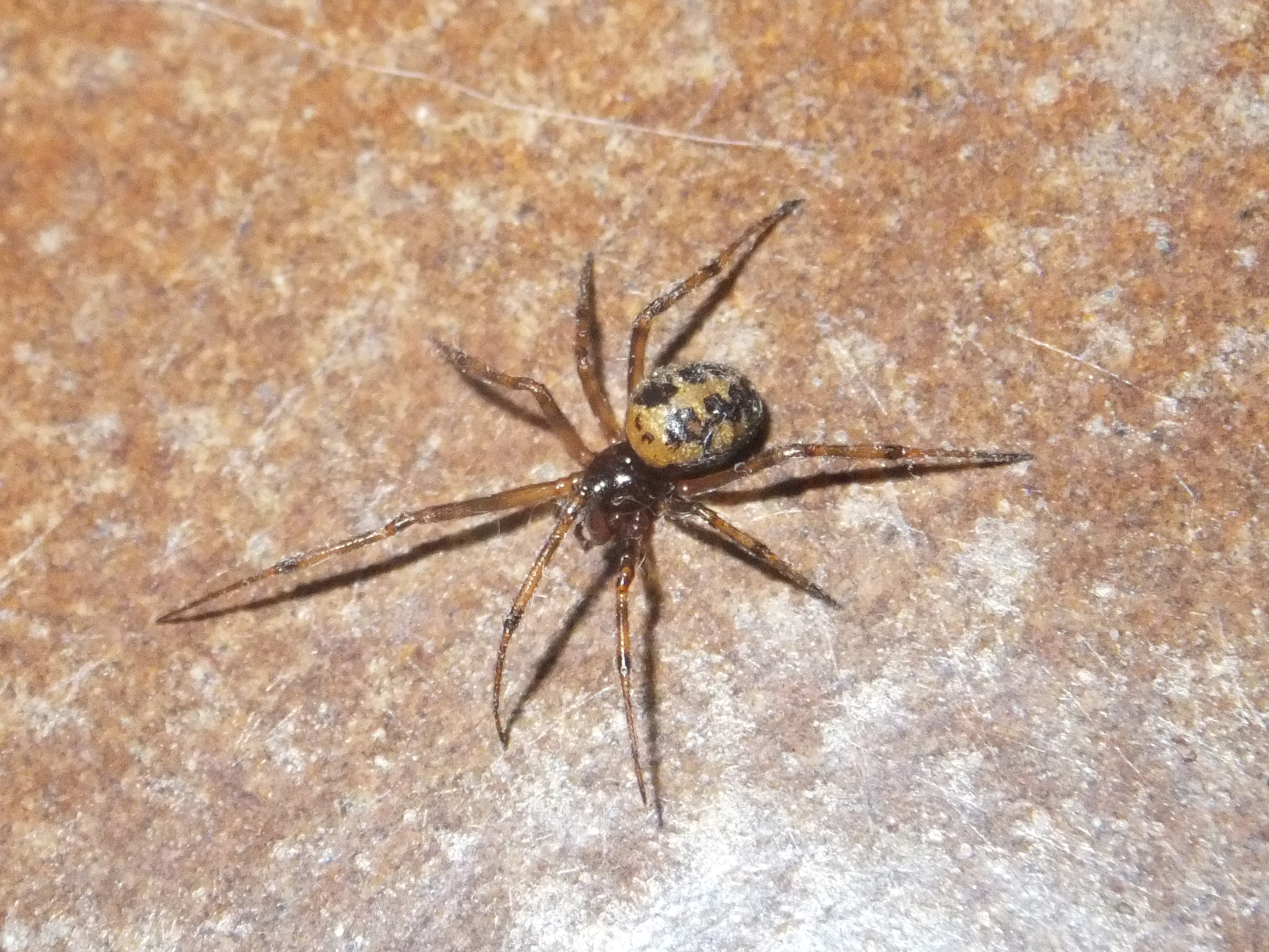
Juveniles Exemplar

## Systematik
Die Systematik der Dreiecks-Fettspinne erfuhr mehrfach Veränderungen. Der Artname triangulosa ist eine Abwandlung des lateinischen Adjektivs triangulos, das übersetzt „dreieckig“ bedeutet. Er deutet auf die in Dreiecken erscheinende gelbliche Zeichnung auf dem Opisthosoma der Spinne. Auch der deutschsprachige Trivialname der Art rührt von dieser Eigenschaft.

### Beschreibungsgeschichte
Die Dreiecks-Fettspinne wurde während ihrer 1802 stattgefundenen Erstbeschreibung vom Autor Charles Athanase Walckenaer wie damals alle Spinnenarten der Gattung Aranea als zugehörig angesehen und erhielt die Bezeichnung A. triangulosa. Eine erstmalige Transferierung in die Gattung der Fettspinnen (Steatoda) unter der Bezeichnung S. venustissima erfuhr die Art bereits 1850 durch Carl Ludwig Koch. Die heute gängige Bezeichnung S. triangulosa wurde erstmals 1873 von Tamerlan Thorell angewendet. Seit einer Anwendung der Bezeichnung durch Joon Namkung im Jahr 1964 wird diese Bezeichnung für die Dreiecks-Fettspinne durchgehend verwendet.

### Synonymisierte Arten
3 einstige Arten wurden mit der Dreiecks-Fettspinne synonymisiert und verloren somit ihren Artstatus. Diese Arten waren:
- Steatoda flavomaculata (Lucas, 1846) – Synonymisiert mit der Dreiecks-Fettspinne unter Levy & Amitai, 1982.
- Steatoda lugubris (Schenkel, 1963) – Synonymisiert mit der Dreiecks-Fettspinne unter Zhu, 1998.
- Steatoda saylori (Fox, 1940) – Synonymisiert mit der Dreiecks-Fettspinne unter Levi, 1957.

### Unterart
Neben der Nonimatform S. t. triangulosa existiert auch die Unterart S. t. concolor der Dreiecks-Fettspinne, die 1933 von Lodovico di Caporiacco erstbeschrieben wurde. Diese Unterart gilt allerdings als Species inquirenda (Phantomart), sodass ihr Status angezweifelt wird.

## Die Dreiecks-Fettspinne als möglicher Nützling
In der Dreiecks-Fettspinne wird ein Nutzen im Rahmen der biologischen Schädlingsbekämpfung gesehen, da zum Beutespektrum der Art auch Schädlinge, etwa Zecken oder eventuell Rollasseln (Armadillidiidae), zählen. Daneben soll die Spinne als bedeutender Prädator (Fressfeind) der Roten Feuerameise (Solenopsis invicta) in Erscheinung treten, die bei Befall elektrisches Gerät schädigen kann. Auch die für den Menschen potentiell gefährliche Spinnenart Loxosceles reclusa lässt sich möglicherweise durch die Dreiecks-Fettspinne von Gebäuden fernhalten, da sie ebenfalls ein häufiges Beutetier der Dreiecks-Fettspinne darstellt.